# Herman Philipse
Herman Philipse (Den Haag, 13 mei 1951) is een Nederlands filosoof en tot november 2021 universiteitshoogleraar aan de Universiteit Utrecht. Hij is bekend vanwege zijn atheïstische overtuiging. Daarnaast heeft hij regelmatig over actuele onderwerpen gepubliceerd in o.a. NRC Handelsblad.

## Loopbaan
Philipse heeft rechten en wijsbegeerte gestudeerd aan de Rijksuniversiteit Leiden. Ook studeerde hij filosofie te Oxford, Parijs en Keulen. Hij was enige tijd werkzaam aan de Katholieke Universiteit Leuven. Vanaf 1986 was hij verbonden aan de Universiteit Leiden als hoogleraar wijsbegeerte met als specialisatie kennistheorie. Sinds 1 september 2003 was hij als Universiteitshoogleraar verbonden aan de Universiteit Utrecht.
Philipse is actief op verschillende terreinen en schrijft zowel Nederlandstalige als Engelstalige werken. Vooral op het terrein van de kennisleer heeft hij bijdragen geleverd. Hij publiceerde ook over Heidegger, onder meer met het boek Heidegger's Philosophy of Being (1998).
Daarnaast is hij actief in het maatschappelijke debat. Hij heeft bekendheid gekregen door de uitgave van zijn Atheïstisch manifest (1995), door zijn polemieken over theologie en moraal en als columnist bij het televisieprogramma Buitenhof. Omdat Philipse zijn indertijd geschreven manifest eigenlijk ontoereikend vond om ieder godsbewijs te weerleggen, schreef hij een uitgebreide verhandeling God in the Age of Science?: A Critique of Religious Reason (2012), waarin hij een beslisboom presenteert volgens welke de gelovige zijn of haar godsgeloof rechtvaardigt, die de "universele atheïst" dan systematisch kan deconstrueren.

## Persoonlijk
Prof. dr. mr. Herman Philipse is een lid van het in het Nederland's Patriciaat opgenomen geslacht Philipse en een zoon van mr. Gerard Philipse (1908-1991), vicepresident van de rechtbank van 's-Gravenhage, en drs. Anna Maria Catharina Kronenberg (1914-2008). In 1987 trouwde hij met drs. Anne Marietje Oudemans (1955-2007), lid van de familie Oudemans, met wie hij twee kinderen kreeg. In 1993 huwde hij met schrijfster Hendrickje Spoor (1963), dochter van journalist André Spoor (1931-2012). Beide vorige huwelijken werden door echtscheiding ontbonden. Philipse is voor een derde maal getrouwd met prof. dr. Anthonya Visser (1959).